# Friedrich III. (Veldenz)

Wappen Grafschaft Veldenz

Friedrich III. von Veldenz (* im 14. Jahrhundert; † 1444) war der letzte regierende Graf von Veldenz aus der Linie Geroldseck. Mit ihm starb die Familie 1444 in männlicher Linie aus. 

## Leben
Friedrich war der Sohn von Heinrich II. von Veldenz und Loretta von Sponheim-Starkenburg. Sein Bruder Johann von Veldenz († 1434) war Benediktiner und Abt des Klosters Weißenburg (Wissembourg) im Elsass. Friedrich trat eine geistliche Laufbahn an und war 1393 Domherr in Trier. Nach dem Tod seines Bruders Heinrich III. trat er in den weltlichen Stand zurück, heiratete Margarethe von Nassau und übernahm die väterliche Erbschaft. 1387 war die Grafschaft von Heinrich II. und dessen Bruder Friedrich II. in eine niedere und eine obere Grafschaft geteilt worden. 1396 konnte Friedrich die beiden Teile wieder vereinen, nachdem sein Onkel Friedrich II. ohne Erben gestorben war. Einzige Tochter und Erbin der Grafschaft war Anna von Veldenz, die 1410 Herzog Stefan von Pfalz-Zweibrücken heiratete. 
1419 nahm Friedrich seinen Schwiegersohn Stefan als Mitregent auf. 1425 wurde im Beinheimer Bescheid der anstehende Erbfall der Grafschaft Sponheim mit Baden als Miterben geregelt. 1437 starb mit Johann V. von Sponheim der letzte Graf von Sponheim. Gemäß der Vereinbarung übernahmen Friedrich und Markgraf Jakob von Baden das Erbe. Durch die Vererbung von Sponheim, Veldenz und den Pfälzischen Anteilen entstand ein neues großes Territorium (siehe Pfalz-Simmern-Zweibrücken). 1438 wurde bereits eine zukünftige Erbteilung unter Stefans Kindern vereinbart. Friedrich von Veldenz stimmte dieser Erbteilung zu.